# CF União
Clube de Futebol União (vaak kortweg União Madeira genoemd) was een Portugese voetbalclub uit Funchal op het eiland Madeira. De club werd op 1 november 1913 opgericht en was een van de oudste voetbalclubs in Portugal.
De club speelt zijn thuiswedstrijden in het Campo do Adelino Rodrigues dat plaatst biedt aan 3.000 toeschouwers. CF União speelde van 1957 tot 2008 in het Estádio dos Barreiros, de thuisbasis van CS Marítimo, alsmede in het seizoen 2011/12.
De club speelde tussen 1989 en 1995 (met uitzondering van het seizoen 1992/93) in de Primeira Liga (het hoogste niveau). In het seizoen 2011/12 komt de club uit in de Liga de Honra (het tweede niveau) nadat het in 2010/11 winnaar van de play-off werd waaraan de club deelnam als kampioen van de Segunda Divisão Zona Norte. In het seizoen 2009/10 liep de club deze promotie mis door als derde te eindigen achter FC Arouca en Moreirense FC in de afsluitende play-off. In 2015 promoveerde de club, twintig jaar na degradatie uit de Primeira Liga, terug naar het hoogste niveau. In 2016 degradeerde de club echter weer en in 2018 zakte União naar het derde niveau. 
Tijdens het seizoen 2020/21 werd de club uit competitie genomen vanwege reisbeperkingen in verband met COVID-19. Door de instelling van de Liga 3 kwam União in 2021 op het vierde niveau te spelen. Op 23 november 2021 werd het faillissement van de club uitgesproken.

## Eindklasseringen
| Seizoen   | №  | Clubs | Divisie       | Duels | Winst | Gelijk | Verlies | Doelsaldo | Punten | Tsch  |
| --------- | -- | ----- | ------------- | ----- | ----- | ------ | ------- | --------- | ------ | ----- |
| 2011–2012 | 10 | 16    | Segunda Liga  | 30    | 9     | 10     | 11      | 35–40     | 37     | 597   |
| 2012–2013 | 12 | 22    | Segunda Liga  | 42    | 13    | 17     | 12      | 47–46     | 56     | 451   |
| 2013–2014 | 13 | 22    | Segunda Liga  | 42    | 14    | 10     | 18      | 50–46     | 52     | 608   |
| 2014–2015 | 2  | 24    | Segunda Liga  | 46    | 22    | 14     | 10      | 69–39     | 80     | 1.260 |
| 2015–2016 | 17 | 18    | Primeira Liga | 34    | 7     | 8      | 19      | 27–50     | 29     | 2.252 |
| 2016–2017 | 3  | 22    | Segunda Liga  | 42    | 17    | 13     | 12      | 52–43     | 64     | 781   |

## Bekende (oud-)spelers
- Antoni Lima
- Hólger Quiñónez